# アルテンシュタット陸軍飛行場
アルテンシュタット陸軍飛行場（ドイツ語: Heeresflugplatz Altenstadt）は、ドイツ連邦共和国バイエルン州アルテンシュタットに所在する軍用飛行場。南側にはドイツ連邦陸軍の空挺・空輸学校が併設されている。

## 歴史
第二次世界大戦中に、陸軍航空隊アルテンシュタット飛行場高射砲兵舎として設立される。同地の第4高射砲学校には当時中尉であったフランツ・ヨーゼフ・シュトラウスが配属されており、その縁で1993年にドイツ連邦軍の兵舎名に用いられる。それ以前は、同じく第4高射学校に教官として配属されていたハンス・ヘルムート・キルストが名称に用いられていた。

## 配置部隊・機関
- フランツ・ヨーゼフ・シュトラウス兵営
  - 空挺・空輸学校（陸軍）
  - 民間業務生涯教育係（陸軍）
  - 第909空挺教導試験中隊
  - アルテンシュタット連邦軍スポーツ振興団（基盤軍）
  - アルテンシュタット衛生センター（救業軍）
  - ランツベルク・アム・レヒ連邦軍業務センター分所（国防施設管理・環境保護部）